# Tomorrow Stories
Tomorrow Stories est un collectif de bande dessinée américain (anthology comics) écrit par le Britannique Alan Moore, édité par Scott Dunbier et publié par America's Best Comics entre 1999 et 2006.
Tomorrow Stories est d'abord paru sous forme de douze comic books de 36 pages publiés de 1999 et 2002 et recueillis en deux albums. Deux comic books de 68 pages sont ensuite publiés en 2005 et 2006 sous le titre Tomorrow Stories Special.
Ces quatorze publications contiennent des histoires mettant en scène différents héros créés pour l'occasion (Cobweb, Greyshit, Jack B. Quick, etc.) et dessinées par Rick Veitch, Kevin Nowlan, Melinda Gebbie, Jim Baikie, Hilary Barta (en), Dame Darcy, Cameron Stewart, Eric Shanower, Joyce Chin et Arthur Adams.

## Récompenses
- 2000 :
  - prix Eisner de la meilleure anthologie (attribué à Alan Moore, Rick Veitch, Kevin Nowlan, Melinda Gebbie et Jim Baikie)[1]
  - prix Harvey de la meilleure anthologie (attribué à Scott Dunbier)[2]

## Publications

### En anglais
Comic books
- Tomorrow Stories, 12 numéros, America's Best Comics 1999-2002[3].

- Tomorrow Stories Special, 2 numéros, America's Best Comics, 2005-2006[4].

Recueils reliés
- Tomorrow Stories, America's Best Comics :

1. The Eisner and Harvey Award-Winning Collection, 2002  (ISBN 1-56389-660-5). Reprend Tomorrow Stories no 1 à 6.
2. Book Two of the Award-winning Collection, 2004  (ISBN 1-4012-0165-2). Reprend Tomorrow Stories no 7 à 12.

### En français
Tomorrow Stories n'a pas été traduit en français en tant que tel. Les récits de Jack B. Quick ont cependant fait l'objet d'un recueil en 2006.